# Snöbollsmetod
Inom sociologi och statistikforskning är snöbollsmetoden (även kallad chain sampling, chain-referral sampling, referral sampling) en urvalsteknik där befintliga studiepersoner rekryterar framtida försökspersoner bland sina bekanta. Således sägs provgruppen växa som en rullande snöboll. När urvalet byggs upp samlas tillräckligt med data in för att vara användbar för forskning. Snöbollsmetoden har använts bland annat i studier där undersökningspopulationerna inte är kända i förväg och i sammanhang där känsliga frågor behandlas.
Eftersom respondenterna inte väljs slumpmässigt, kan snöbollsmetoden leda till ett flertal systematiska fel. Till exempel är det mer sannolikt att personer som har många vänner rekryteras till urvalet. Problem med metoden kan också uppstå i samband med initieringen av kedjorna, det vill säga med valet av den person som förmedlar kontakter med respondenter, det så kallade 0-steget som blir avgörande för de följande stegen. Det finns också risk att samtliga respondenter kommer från en och samma subgrupp. När virtuella sociala nätverk används kallas denna teknik virtuell snöbollsmetod.
Det ansågs allmänt att det var omöjligt att göra opartiska uppskattningar med hjälp av snöbollsmetoden, men en variant av snöbollsurval som kallas respondentdriven sampling har visat sig tillåta forskare att göra asymptotiska och opartiska uppskattningar från snöbollsurval under vissa förutsättningar. Snöbollsurval och respondentdriven sampling tillåter också forskare att göra uppskattningar om det sociala nätverk som förbinder den dolda befolkningen.